# Hannes Delcroix
Hannes Delcroix (Petite-Rivière-de-l'Artibonite, 2 de febrero de 1999) es un futbolista haitiano, nacionalizado belga, que juega en la demarcación de defensa para el Burnley F. C. de la Premier League.

## Biografía
Tras empezar a formarse como futbolista en el R. S. C. Anderlecht durante cinco años, finalmente hizo su debut con el primer equipo el 5 de agosto de 2018 en la Primera División de Bélgica contra el KV Oostende, tras sustituir a Antonio Milić en el minuto 46. El 13 de diciembre de 2018 hizo su debut en la Liga Europa de la UEFA 2018-19 contra el GNK Dinamo Zagreb. El 12 de julio de 2019 firmó en calidad de cedido con el RKC Waalwijk.
Tras su paso por los Países Bajos regresó a Bruselas, donde permaneció tres temporadas antes de marcharse traspasado al Burnley F. C. en agosto de 2023. Con este equipo jugó quince partidos y en enero de 2025 fue cedido al Swansea City A. F. C. para lo que restaba de campaña.

## Selección nacional
Tras haber sido internacional en categorías inferiores, el 11 de noviembre de 2020 debutó con la selección absoluta de Bélgica en un amistoso ante Suiza que ganaron por 2-1.

## Clubes
| Club                           | País         | Año       | Partidos | Goles |
| ------------------------------ | ------------ | --------- | -------- | ----- |
| R. S. C. Anderlecht            | Bélgica      | 2018-2019 | 2        | 0     |
| RKC Waalwijk (cedido)          | Países Bajos | 2019-2020 | 24       | 1     |
| R. S. C. Anderlecht            | Bélgica      | 2020-2023 | 63       | 2     |
| Burnley F. C.                  | Inglaterra   | 2023-2025 | 15       | 0     |
| Swansea City A. F. C. (cedido) | Gales        | 2025      | 12       | 0     |
| Burnley F. C.                  | Inglaterra   | 2025-     |          |       |